# Lioré et Olivier LeO H-47
Le Lioré et Olivier LeO H-47 était un hydravion à coque conçu pour transporter des passagers. À la déclaration de la Seconde Guerre mondiale, ce type d'hydravion est reconverti pour une utilisation comme avion de patrouille maritime.

## Conception et développement
En 1934, le ministère de l'Air français publie un cahier des charges pour un hydravion à coque à long rayon d'action destiné à opérer au-dessus de l'Atlantique Sud, pour la compagnie Air France. Il était destiné à desservir la ligne de Dakar au Sénégal vers Natal au Brésil. La ligne de l'Atlantique Sud fut la première ligne aérienne transcontinentale qui ait été mise en exploitation régulière. Le mérite en revient principalement aux pionniers de l'Aéropostale, dont les exploits ont été largement médiatisés. En cette année 1934, la France et l'Allemagne se livraient une concurrence acharnée sur cette ligne, avec des méthodes différentes :
- La Deutsche Lufthansa utilisait des hydravions bimoteurs Dornier Wal. Faute d'une autonomie suffisante pour une telle traversée, ils étaient catapultés entre Bathurst (Gambie) et Natal par les navires-relais Westfalen et Schwabenland.
- Air France, qui succédait sur ce parcours à l'Aéropostale, disposait de deux appareils effectuant la traversée sans escale : un trimoteur terrestre, « l'Arc-en-Ciel » construit par René Couzinet et piloté par Jean Mermoz, et l'hydravion quadrimoteur Latécoère 300 « Croix-du-Sud ». Malgré le renfort, fin 1934, d'un autre hydravion (le Blériot 5190 « Santos-Dumont » conçu par Filippo Zappata) et d'un second avion terrestre (le Farman F.220 « Centaure »), le besoin en appareils plus performants se faisait sentir en France, où on n'acceptait pas de se laisser distancer par la concurrence. Ainsi naquit le programme à l'origine des deux hydravions Loire 102 et LeO H-47[2].

Le cahier des charges demandait que le nouveau transporteur soit capable de voler 3 000 km à la vitesse moyenne de 250 km/h en transportant une charge utile de 1 000 kg. Lioré et Olivier reçut un bon de commande pour concevoir un prototype remplissant ces caractéristiques, le LeO H-47, le 10 octobre 1935. Le bureau d'études de Lioré et Olivier, dirigé par l'ingénieur en chef Edmond Benoit, s'appuya sur l'expérience tirée de deux réalisations antérieures de la société : les quadrimoteurs LeO H-27 (premier appareil de la société à coque métallique) et LeO H-242, dont le projet LeO H-47 reprenait les meilleurs éléments au niveau du tracé de la coque, avec notamment une largeur et un amortissement comparables à ceux du H-27.  
En outre, Lioré et Olivier était le premier constructeur aéronautique français à posséder son propre laboratoire aérodynamique, depuis juillet 1935 dans son usine d'Argenteuil (Val-d'Oise), avec une soufflerie munie d'un tunnel à retour, une première en France, dont la conception avait été confiée à l'ingénieur de renom Robert Boname. L'étude du LeO H-47 en était donc grandement facilitée. La maquette des aménagements (poste de pilotage et groupes motopropulseurs) fut également étudiée à Argenteuil, tandis que la ville d'Antibes, où la firme possédait un hangar sur la base d'hydravions bordant l'anse Saint-Roch, fut choisie pour l'assemblage final du prototype. La construction de la coque s'effectua à Clichy, et celle des ailes à Argenteuil.
Le LeO H-47 était un avion à aile haute (parasol), conventionnel, avec cabine et poste de pilotage entièrement fermés, et une coque profilée. Les quatre moteurs étaient montés par paires en tandem sur le dessus de l'aile, l'un actionnant une hélice tractive et l'autre une hélice propulsive, configuration appelée push-pull en anglais.

## Histoire opérationnelle
Le prototype H-47 effectua son premier vol à Antibes le 25 juillet 1936, par beau temps et mer calme. L'équipage se composait du pilote d'essai de la firme, Lucien Bourdin, de Jacques Lecarme comme copilote, du mécanicien Delarue et du commandant Bonnot. Ce premier vol permit de détecter plusieurs défauts dans le comportement au déjaugeage et à l'amerrissage. Après le huitième vol, intervenu le 15 septembre, le LeO H-47 fut immobilisé trois mois pour subir des modifications importantes. Les ballonnets d'aile furent modifiés, les redents avant et arrière déplacés, et les radiateurs d'eau Chausson des moteurs, à l'origine rectangulaires et dépourvus de carénage, avaient été munis d'un carénage aérodynamique, avec un diffuseur d'entrée et un cône accélérateur de sortie. Cette modification fut réalisée contre l'avis du motoriste Hispano-Suiza, qui pensait que ces tuyères empêcheraient l'air de pénétrer de façon correcte dans les radiateurs. En fait, cette modification fut bénéfique au refroidissement, et fit gagner plusieurs dizaines de kilomètres par heure en vitesse de pointe.

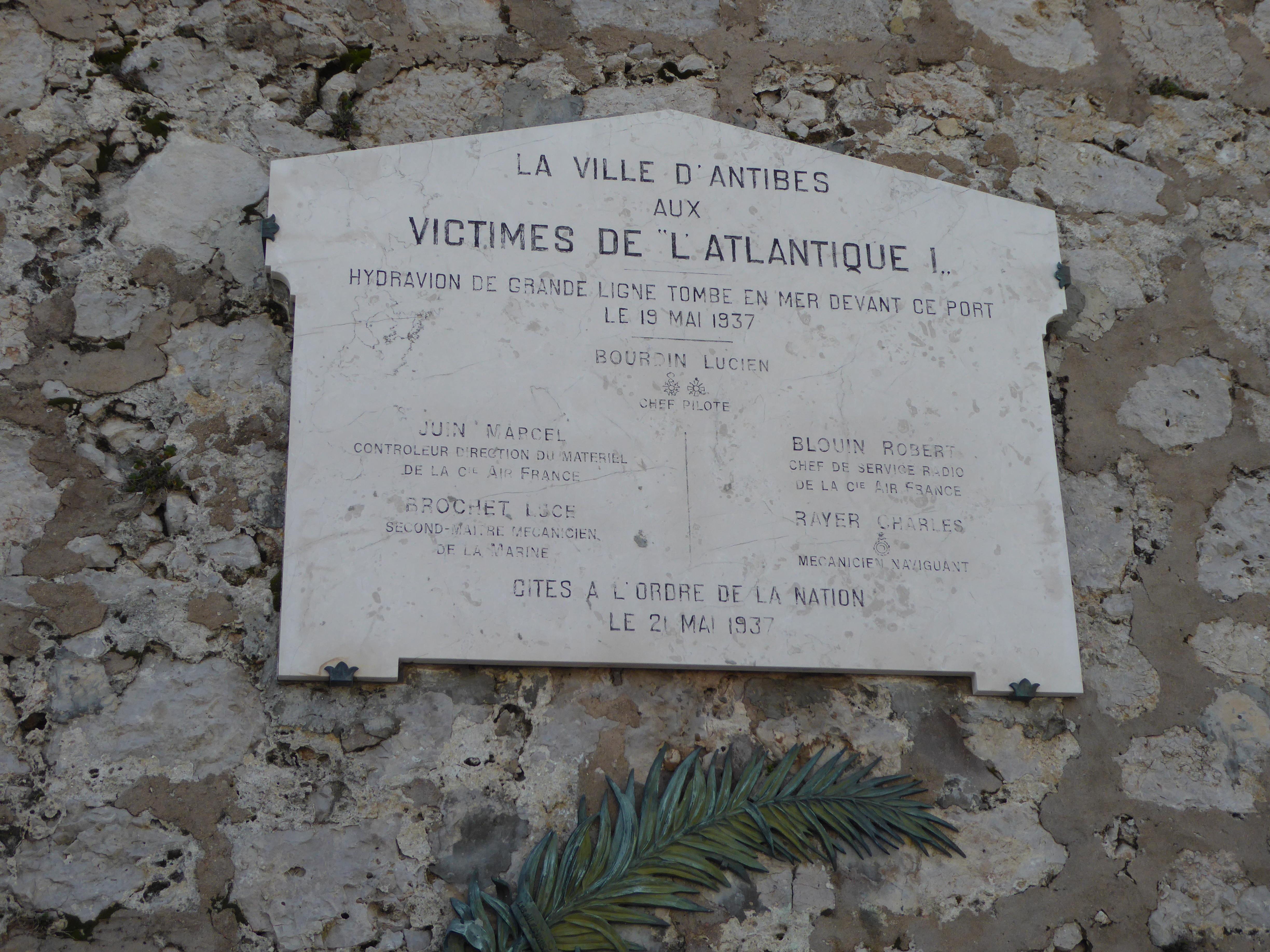
La plaque commémorative de l’accident du 19 mai 1937, située sur le port d’Antibes.

Le 19 mai 1937 aurait dû signifier la fin des essais constructeur du LeO H-47 et sa présentation à la CEPA de Saint-Raphaël pour le début des essais officiels, avant livraison définitive à Air France. Mais ce jour-là, le prototype fut détruit dans un accident attribué à une rupture d’extrémité d’aile en vol. L'accident fit cinq victimes : Marcel Juin, contrôleur à Air France, Robert Blouin, radio navigant à Air France, Luce Brochet, second maître mécanicien, Charles Reyer, mécanicien navigant et le pilote Lucien Bourdin dont le corps ne fut jamais retrouvé,.
Malgré l'accident, Air France alla plus loin avec l’achat de cinq appareils identiques désignés comme H-470, qui furent mis en service comme avions postaux. Ces machines furent versées dans la Marine nationale française au début de la Seconde Guerre mondiale.
Les quatre appareils restants restèrent en service dans la Marine du gouvernement de Vichy. Suivant les clauses de l'armistice du 22 juin 1940, ils furent utilisés comme avions de transport entre la France et la Tunisie. Puis ils seront transférés à Dakar au Sénégal en juin 1941.
Le dernier H-470 fut réformé en août 1943 quand les stocks de pièces détachées furent épuisés.

## Variantes
- H-470 version fortement renforcée après l'accident du prototype, avion postal puis transport militaire.

## Opérateurs
France
- Air France
- Marine nationale française